# Alarm... Mijn aangespoeld!
Alarm… Mijn aangespoeld! is een hoorspel naar de roman Kaptajnen behover ingen orlov van Gerhard Rasmussen (1958, bekroond met de Danish Grand Prix). In hetzelfde jaar kwam al een Engelse vertaling uit als No Leave for the Captain. De Süddeutscher Rundfunk zond een hoorspelbewerking uit op 28 september 1958, waarbij de titel van de Duitse vertaling gebruikt werd: Der Hauptmann braucht keinen Urlaub. Voor de Nederlandse versie, die op maandag 12 oktober 1959 werd uitgezonden, werd een bewerking van Menno de Munck gebruikt. Johan Bodegraven was de regisseur. Het hoorspel duurde 57 minuten.

## Rolbezetting
- Constant van Kerckhoven (kolonel Cardigan)
- Dries Krijn (majoor Soames)
- Piet te Nuyl sr. (kapitein George Kingson)
- Jan Borkus (luitenant Mike Kingson)
- Nora Boerman (June Kingson)
- Hans Veerman (luitenant Jack Harrison)
- Fé Sciarone (Gill)
- Dick van ’t Sant (een ordonnans)

## Inhoud
Toen tijdens de Tweede Wereldoorlog de scheepvaart aan de Engelse Kanaalkust toch al sterk verhinderd werd, ontdekte de Britse admiraliteit dat de Duitsers een nieuwe, bijzonder gevaarlijke soort mijnen gebruikten. De situatie was catastrofaal, want de vanouds beproefde Engelse afweermethoden bleken niet te werken. Op een dag spoelden twee van deze gevaarlijke mijnen op het strand aan. Om het geheim ervan op het spoor te komen, moesten twee specialisten de mijn onschadelijk maken en zorgvuldig demonteren. De kans dat ze het er levend van af brachten, was gering…